# Orchestral Manoeuvres in the Dark
 For alternative betydninger, se OMD. (Se også artikler, som begynder med OMD)
Orchestral Manoeuvres in the Dark (også kendt som blot OMD) er en britisk electronica-gruppe. Udsendte en debutsingle med titlen "Eletricity" i 1979. Opnåede i 1980 stor succes i Europa med anti-krigssangen "Enola Gay". Gruppens anmelderroste tredje album med titlen Architecture & Morality (1981) rummede tre numre, der blev internationale hits. 

## Medlemmer
Nuværende medlemmer
- Andy McCluskey – vokal, basguitar, keyboard(1978–96; 2006–nu)
- Paul Humphreys – keyboard, vokal (1978–89; 2006–nu)
- Martin Cooper – keyboard, saxophone (1980–89; 2006–nu)
- Stuart Kershaw – trommer(1993; 2015–nu)

Tidligere members
- Malcolm Holmes – trommer, percussion (1980–89; 2006–2015)
- Dave Hughes – keyboard (1979–80)
- Michael Douglas – keyboards (1980–81)
- Graham Weir – guitar, messinginstrumenter, keyboard (1984–89)
- Neil Weir – messinginstrumenter, keyboard, basguitar (1984–89)
- Phil Coxon – keyboard (1991–93)
- Nigel Ipinson – keyboard (1991–93)
- Abe Juckes – trommer (1991–92)

## Diskografi
- Orchestral Manoeuvres in the Dark (1980)
- Organisation (1980)
- Architecture & Morality (1981)
- Dazzle Ships (1983)
- Junk Culture (1984)
- Crush (1985)
- The Pacific Age (1986)
- Sugar Tax (1991)
- Liberator (1993)
- Universal (1996)
- History of Modern (2010)
- English Electric (2013)
- The Punishment of Luxury (2017)
- Bauhaus Staircase (2023)